# Inah Canabarro Lucas
Inah Canabarro Lucas (ur. 8 czerwca 1908 w São Francisco de Assis, zm. 30 kwietnia 2025 w Porto Alegre) – brazylijska rzymskokatolicka siostra zakonna i superstulatka, najstarsza żyjąca osoba w Brazylii. Od 29 grudnia 2024 roku, po śmierci Tomiko Itooki, najstarsza żyjąca osoba na świecie. Po śmierci Inah Canabarro Lucas ten tytuł przejęła Brytyjka Ethel Caterham.

## Życiorys
Była prawnuczką generała Davida Canabarro. Będąc siostrą zakonną, pracowała również jako nauczycielka. W ostatnich latach życia mieszkała w domu prowincjalnym sióstr terezjanek w Porto Alegre.
W październiku 2017 roku została najstarszą żyjącą zakonnicą w Brazylii po śmierci Luzii Mohrs. 2 stycznia 2022 roku, w wieku 113 lat i 208 dni, przekroczyła wiek Luzii Mohrs, stając się najstarszą brazylijską osobą konsekrowaną w historii. 23 stycznia 2022 roku po śmierci Antonii da Santa Cruz została najstarszą żyjącą osobą w Brazylii, a od 29 grudnia 2024 roku na świecie. 
Należała do najbardziej długowiecznych osób na świecie zweryfikowanych według Gerontology Research Group. 